# Андрю Тейт
Емори Андрю Тейт III (на английски: Emory Andrew Tate III) е бивш спортист (каратист, кикбоксьор, боец по смесени бойни изкуства), после интернет знаменитост и бизнесмен от американско-британски произход.
След кариерата си на кикбоксьор Тейт започва да организира платени курсове и членства, а възходът към славата му е, когато се насочва към инфлуенсър маркетинга. Неговите изказвания по теми като сексуалното насилие са критикувани като считани от мнозина за мизогонистични, което довежда до спиране на акаунтите му във „Фейсбук“, „Инстаграм“, „Туитър“ и „ТикТок“.

## Ранен живот
Роден е в Чикаго, Илинойс на 1 декември 1986 г. Отгледан е в Лутън, Англия. Неговият афроамерикански баща Емори Тейт е международен майстор по шахмат, а майка му работи като кетъринг асистент.

## Кариера

### Кикбокс
Андрю Тейт тренира кикбокс и бойни изкуства от 2005 г. Печели шампионата на Международната асоциация по спортно карате за пълен контакт в тежка категория в Дарби, Англия, и е класиран № 1 в своето тегло в Европа. През 2009 г. става за първи път шампион, печелейки British ISKA Full Contact Cruiserweight Championship и е поставен под № 1 в неговата категория в Европа. Неговият кикбокс псевдоним е „Крал Кобра“.
Тейт губи битката за вакантната титла ISKA World Full-Contact Light Heavyweight Championship от Жан-Люк Боноа по точки след 12 рунда. Провежда се реванш 3 месеца по-късно в Лутън, Англия, но този път Тейт става шампион, побеждавайки Беноа с нокаут в рунд 8 от предвидените 12 рунда.
През 2013 г. Тейт печели втората си световна титла на ISKA в мач от 12 рунда. Това е втората световна титла на Тейт в 2 тегловни категории. Битката се провежда в Шаторенар, Франция. Тейт печели световната титла на ISKA в лека категория чрез оспорвано съдийско решение.

### Онлайн кариера
Тейт ползва онлайн профили, и за да насочи трафик към своя уебсайт, предлагащ курсове за обучение за забогатяване и взаимоотношения между мъжете и жените (на англ.: male-female interactions).
Тейт управлява Hustler's University, частна онлайн академия (неакредитирана образователна институция), в която членовете плащат месечна такса за членство, за да получат обучение по теми като дропшипинг и търговия с криптовалути. Членовете получават и значителна комисиона за набиране на други хора на уебсайта. През 2022 г. Тейт става изключително известен, като насърчава членовете на университета на Hustler да публикуват голям брой негови видеоклипове в уебсайтове на социални медии, включително „ТикТок“, където видеоклиповете му са гледани над 11,6 милиарда пъти.
През лятото на 2022 г. Андрю Тейт е най-търсената личност в търсачката „Гугъл“.

## Медийно присъствие
През 2016 г. Тейт добива обществено внимание след отстраняването му от 17-ия сезон на Биг Брадър след пускането на видео, в което се вижда, че Тейт бие жена с колан. Впоследствие е отстранен от шоуто. Тейт заявява, че действията са били по взаимно съгласие. Споделя клип във „Фейсбук“ на същата жена, която твърди, че всичко било на игра.
Туитва и няколко изявления относно мнението му, че жертвите на сексуално насилие също носят отговорност. През 2017 г. Тейт отхвърля съществуванието на болестта депресия и получава значителна осъдителна реакция. Три от акаунтите на Тейт в „Туитър“ са спрени по различно време. През 2021 г. акаунт, който създава, за да избегне предишната си забрана, получава отметка за потвърждение от „Туитър“, а това всява противоречия в политиката им. Акаунтът, изглежда, е бил част от промоция с Bugatti. Впоследствие акаунтът е окончателно спрян, а от „Туитър“ казват, че недоразумението е станало погрешка.
През 2022 г. кампанията „Бялата лента“, организация с нестопанска цел, която се застъпва срещу насилието между мъже и жени, смята, че Тейт се е превърнал в култова фигура за много млади неориентирани мъже в няколко англоезични държави, обслужващи по-специално антифеминистки възгледи. „Бялата лента“ смята коментарите на Тейт за „изключително женомразки“, а възможните дългосрочни ефекти от коментарите му върху младата му мъжка аудитория за „обезпокоителни“.
През ноември 2022 г., след като Илон Мъск поема контрола над Туитър, акаунтът на Тейт е възстановен. През декември се обръща към природозащитничката и активистка Грета Тунберг в туит за автомобилите му с високи въглеродни емисии, пита за e-mail адреса ѝ, за да предостави повече информация. Тунберг отговаря с фалшив e-mail адрес smalldickenergy@getalife.com. Това получава значително внимание от Туитър, а нейният отговор се превръща в един от най-харесваните туитове.
На 4 март 2023 г. по време на престоя си в румънски затвор правният екип на Тейт завява, че има черно петно на белия дроб, като се предполага за тумор. След медицинска консултация в Дубай, плъзват слухове, че Андрю страда от рак на белия дроб. Ден по-късно на официалната си страница в Туитър Тейт отхвърля тези твърдения.

## Личен живот
През 2017 г. Тейт се премества от Обединеното кралство в Румъния. Във вече изтрит видеоклип, публикуван в канала му в YouTube, Тейт заявява, че се е преместил, защото му харесва „да живее в страни, където корупцията е достъпна за всеки“ и вярва, че ще бъде по-малко вероятно да бъде изправен пред обвинения в изнасилване в Румъния, заявявайки, че румънската полиция ще иска от жените, съобщаващи за изнасилвания, „доказателства“ или „доказателство от видеонаблюдение“, докато в западния свят, на фона на движението #MeToo, Тейт казва, че всяка жена „по всяко време в бъдещето може да унищожи живота ви.“

## Криминално разследване
През април 2022 г. The Daily Beast съобщава, че къщата на Тейт е била обискирана от румънската полиция във връзка с разследване за трафик на хора и изнасилване, провокирано от съобщения, че американка е била държана в имота му насила. Румънските власти откриват в имота както румънка, така и американка. Към април 2022 г. румънските власти казват, че разследването все още продължава. Говорител на Държавния департамент на САЩ се позовава на докладваното отвличане, но отказва да коментира повече поради съображения за поверителност.
На 29 декември 2022 г. Тейт и брат му Тристан са арестувани в Румъния заедно с двама румънци по подозрения в трафик на хора, изнасилване и участие в организирана престъпна група. Близо 6 месеца по-късно, на 20 юни 2023 г. четиримата заподозрени са официално обвинени в изнасилване, трафик на хора и създаване на организирана престъпна група за сексуална експлоатация на жени. Те продължават да отричат всички обвинения и остават разследвани за пране на пари и трафик на непълнолетни. На 4 август техният домашен арест е заменен с мярка за неотклонение до 2 октомври, позволявайки на четиримата обвиняеми да напуснат къщата си, но не и окръг Илфов. На 27 ноември 2023 г. двамата братя получават от съдебните власти право да се придвижват свободно в цялата страна.